# (2819) Ensor
(2819) Ensor (1933 UR) – planetoida z grupy pasa głównego asteroid okrążająca Słońce w ciągu 4,58 lat w średniej odległości 2,76 j.a. Odkryta 20 października 1933 roku.